# Caudillo
Caudillo (phát âm tiếng Tây Ban Nha: [kawˈdiʎo]; tiếng Tây Ban Nha: cabdillo, tiếng Latinh capitellum, số ít là caput có nghĩa là "lãnh tụ") là một nhóm nhà các chủ sở hữu đất đai, nhà quân sự có quyền lực chính trị và nó thường hay theo chế độ độc tài. Thuật ngữ này có thể được dịch là lãnh tụ hoặc nguyên thủ, nhưng cũng có thể nó được dịch là lãnh chúa, nhà độc tài hoặc người đàn ông mạnh mẽ và đề cập đến một nhà lãnh đạo dân túy lôi cuốn. Caudillo rất có ảnh hưởng trong lịch sử Châu Mỹ Tây Ban Nha và ảnh hưởng đến các phong trào chính trị tại thời điểm này.
Thuật ngữ này ban đầu dùng để chỉ các nhà lãnh đạo sở hữu sức mạnh quân sự, như Indibilis, Mandonius, Viriathus và Almanzor (đôi khi trong lịch sử hiện đại), Don Pelayo và các máy bay chiến đấu khác trong thời kỳ Reconquista và các nhân vật lịch sử như Simón Bolívar, Francisco Franco và Juan Perón.
Caudillo về cơ bản là một dạng của chế độ "độc tài", bao gồm các nhà lãnh tụ cách mạng đã khởi xướng chiến tranh giành độc lập, dẫn đến việc đấu tranh sớm tại Mỹ Latinh, Caudillo cổ điển, Caudillo đương đại và Caudillo cách mạng Ronaldo, Caudillo phát xít và nhiều chi nhánh khác. Cũng có ý kiến cho rằng Codillo là một người mạnh mẽ và một người lính được xuất hiện ở Mỹ Latinh từ đầu những năm 1800 đến những năm 1970.